# 苗栗二堡
苗栗二堡，原稱竹南三堡，俗稱吞霄堡或苑裡堡 ，是台灣北部自清治時期至日治初期的一個行政區劃，其範圍包括今苗栗縣的通霄鎮全部及苑裡鎮全部。
苗栗二堡西邊瀕臨台灣海峽，北邊及東邊為苗栗一堡，南邊為苗栗三堡。

## 管轄街庄
苗栗二堡共轄33個街庄：
- 今通霄鎮境內：通霄街、通霄灣庄、梅樹腳庄、南勢庄、北勢庄、圳頭庄、福興庄、土城庄、南和庄、五里牌庄、大坪頂庄、內湖庄、北勢窩庄、烏眉坑庄、楓樹窩庄、蕃社庄、白沙墩庄、新埔庄、內湖島庄
- 今苑裡鎮境內：苑裡庄、瓦磘庄、房裡庄、貓盂庄、社苓庄、山柑庄、山腳庄、石頭坑庄、南勢林庄、田藔庄、苑裡坑庄、舊社庄、大埔庄、芎蕉坑庄